# Альмонд, Филип ван
Филип ван Альмонд (нидерл. Philips van Almonde; 29 декабря 1644, Брилле — 6 января 1711) — нидерландский адмирал, ученик и сподвижник де Рюйтера.

## Биография
Во время второй и третьей англо-голландских войн командовал кораблем. В 1673 году произведен в контр-адмиралы и в 1674 году вместе с де Рюйтером участвовал в экспедиции в Вест-Индию.
В 1676 году командовал эскадрой в сражении со шведами у Борнхольма.
После смерти де Рюйтера командовал эскадрой в Средиземном море.
Во время Голландской войны и войны за Испанское наследство командовал голландскими эскадрами в союзном флоте. Будучи способнее и энергичнее всех английских адмиралов, под командованием которых он состоял (Рассел, Рук, Шовель), много помогал им своими советами. Альмонду принадлежит инициатива и удачное выполнение многих операций союзного флота.
После смерти короля Вильгельма Оранского англичане начали третировать голландцев; Альмонду пришлось претерпеть много неприятностей от английских адмиралов и в 1706 году он отказался от командования, так как, исполняя в голландском флоте обязанности главнокомандующего, в очередной раз был поставлен под команду молодого английского адмирала.